# Reserva natural Kronotski
La reserva natural Kronótskaya (en ruso: Кроно́цкая) o de Kronotski (también, Zapovédnik de la biosfera de Kronotski) es un área natural reservada para el estudio de las ciencias naturales en el remoto Extremo Oriente ruso, en la costa de la península de Kamchatka. Se creó en el año 1934 y sus límites actuales protegen una superficie de 10 990 km². Tiene también la única cuenca de géiseres de Rusia, más varias cordilleras con numerosos volcanes, tanto activos como extinguidos, incluyendo el volcán activo más alto de Eurasia, el Kliuchevskói (Kluichevskói vulkán o Kliuchevskaya Sopka), que se alza hasta una cumbre de 4750 m s. n. m.. Debido a su clima a menudo duro y su mezcla de volcanes y géiseres, frecuentemente se lo describe como la Tierra de Hielo y Fuego.
Es accesible principalmente para los científicos, más aproximadamente tres mil turistas al año que pagan una tasa de aproximadamente 700 dólares estadounidenses para viajar en helicóptero durante un solo día. La reserva natural de Kronotski ha sido proclamada un lugar Patrimonio de la Humanidad por la Unesco como parte del conjunto natural «Volcanes de Kamchatka».

## Historia
Una primera reserva de vida silvestre establecida en 1882 debido a la presencia de cibelinas. Esta reserva fue demarcada por primera vez en 1934, antes de ser eliminada dos veces (en 1951 y 1961). Finalmente fue restaurada en 1967 y reconocida como reserva de la biosfera en 1984.

## Flora y fauna
En la reserva, que tiene volcanes de más de 3510 m, crecen más de 750 especies de plantas.
La reserva natural presume de tener 700 osos pardos, algunos de los más grandes del mundo que pueden crecer hasta alcanzar los 540 kg. Los osos en la reserva de Kronotski a menudo se encuentran en las corrientes con salmones en el parque donde pueden relacionarse libremente.

## Valle de los Géiseres

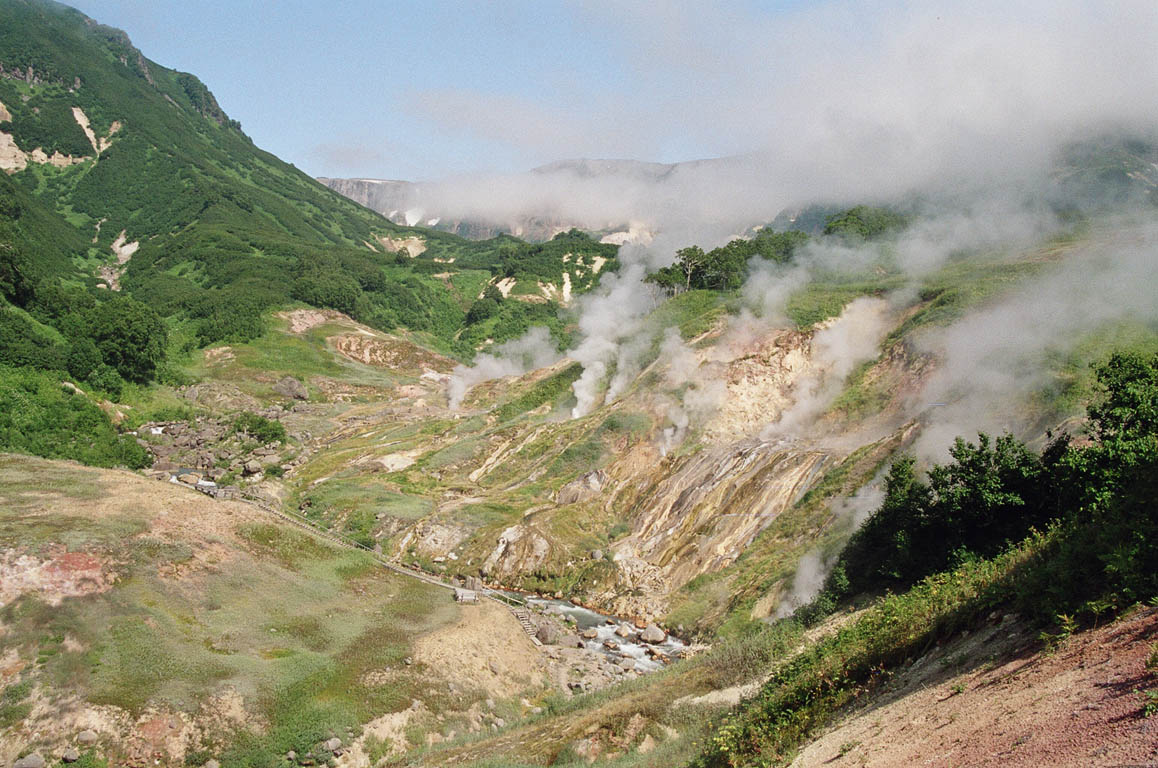
Valle de los Géiseres

El Valle de los Géiseres (en ruso: Долина гейзеров) es el único campo de géiseres en Eurasia, aparte del campo de géiseres de Mutnovski y la segunda mayor concentración de géiseres del mundo. Esta larga cuenca de 6 km de largo con aproximadamente noventa géiseres y muchos manantiales de aguas termales se encuentra en la península de Kamchatka, sobre todo en la orilla izquierda del cada vez más profundo río Guéizernaya.
Dentro del valle se derrumbó un cono volcánico aproximadamente hace 40 000 años, formando la Caldera de Uzón, que sigue lanzando vapor en zonas donde el magma puede calentar el agua subterránea hasta casi el hervor. El área tiene menos de ocho millas de ancho y tiene al menos 500 manantiales de aguas geotermales, ollas de lodo y otros rasgos parecidos.
Entre los géiseres se encuentra el géiser Velikán (gigante), que erupciona con toneladas de agua que lanza a más de 25 metros al aire durante erupciones de aproximadamente un minuto de duración cada seis horas aproximadamente. Hay al menos 20 géiseres que erupcionan de esa manera en una franja de la cuenca del río Guéizernaya en el Valle de los Géiseres, junto con docenas de pequeños respiraderos borboteantes y cientos de manantiales de agua caliente. El mayor de estos géiseres estalla con 60 toneladas de agua una o dos veces al año.